# Playa del Hoyo
La playa del Hoyo es una playa y núcleo poblacional menor de la localidad onubense de Isla Cristina, en el suroeste de España. La playa es contigua a la playa Central y precede a la playa de la Casita Azul, donde realmente se encuentra el núcleo poblacional Playa del Hoyo.
Se encuentra paralela a la carretera que une Isla Cristina con Islantilla. De trata de un espacio natural a medio camino entre los núcleos de Isla Cristina y Urbasur. En la zona interior existen diferentes instalaciones de recreo infantil y merenderos en torno a eucaliptales de repoblación y pinares autóctonos.

## Entorno natural
La playa la encuentra a unos dos kilómetros del casco urbano de Isla Cristina y a unos 4 km de su ayuntamiento. La playa es de las menos anchas del término municipal y en los últimos años ha sufrido alguna merma debido a diversos temporales. Se está llevando un programa de regeneración dunar para proteger el pinar y montebajo característico de esta zona y regenerar el cordón dunar continuo de esta zona de la costa.
En la zona mareal hay un fuerte escalón a pocos metros hacia el interior en la marea baja, lo que ha terminado por darle el nombre a la playa, ya que debido al "hoyo" que se acaba produciendo por las corrientes, varias vidas se ha cobrado esta playa en su historia reciente.
El pinar lo gestiona el INIA y está estrictamente prohibido el marisqueo así como la pesca sin licencia y la acampada tanto con tienda como con autocaravana.

## Instalaciones y servicios
Hay un chiringuito a los pies de la duna junto al camino de acceso principal con horario restringido. En la zona de este acceso (único acceso a la playa con vehículo), hay también un merendero con barbacoas fijas instaladas y zona de juegos infantiles.
Durante la época estival, aunque no hay un puesto de protección civil ni vigilancia municipal permanente, sí que hay rondas de vigilancia de miembros de protección civil que pasean entre los puestos cercanos fijos de la playa Central y la playa de La Redondela. La policía municipal también hace rondas de vigilancia con cierta frecuencia.
- Datos: Q125305955